# Марчвуд
Марчвуд (англ. Marchwood) — деревня на южном побережье Великобритании в графстве Хэмпшир. Находится в заливе Саутгемптон-Вотер, напротив города Саутгемптона. Население деревни — 6 141 чел. (2011 г.).